# أسيتيليد الفضة
 أسيتيليد الفضة  مركب كيميائي له الصيغة Ag2C2 ، وهو ينتمي لفصيلة الأستيليدات والتي تصنف تحت الكربيدات. يعد أسيتيليد الفضة من المركبات الحساسة للصدمات.

## الخواص
أكثر ما يميز مركب أسيتيليد الفضة هو حساسيته الكبيرة للصدمات وللحرارة حيث يتفكك فوق 120° س،  وعلى الرغم من تفاعل تفككه لا يصدر أي غاز، إنما مواد صلبة:
Ag2C2(s) → 2 Ag(s) + 2 C(s)
تبلغ سرعة انفجار أسيتيليد الفضة 4000 م/ثا.

## التحضير
يحضر من تمرير غاز الأسيتيلين على محلول من نترات الفضة.
2 AgNO3(aq) + C2H2(g) → Ag2C2(s) + 2 HNO3(aq)
ينتج من العملية راسب أبيض إلى رمادي، وهي نفس الطريقة التي تمكن خلالها العالم مارسيلان بيرتيلو من تحضير أسيتيليد الفضة لأول مرة عام 1866.

## الاستخدامات
نظرا لحساسيته وتفككه السريع وصعوبة تخزينه فالتطبيقات التقنية له محدودة جداً.